# 意足寺
意足寺（いそくじ）は、福井県大飯郡おおい町万願寺にある曹洞宗の寺院。山号は湯谷山。本尊は十一面千手観音菩薩。寺伝によれば延暦24年（805年）に心安宗隆大居士により開基され、規伯正模禅師勝が開山したと伝えられる。当初は小浜市太良荘長英寺にあったが、江戸時代初期に現在地の万願寺跡地に移転した。

## 文化財

### 重要文化財
- 木造千手観音立像（附 紙本墨書千手千眼陀羅尼経 1巻）[1][2]

本像は身体から台座までヒノキの一木造、平安時代の作、像高は109.0cm、天冠上に10面の化仏をいただく42臂の千手観音立像である。
解体修理の際、像内に千手千眼陀羅尼経（附指定）が納められているのが確認された。応徳元年（1084年）の奥書があり、千手観音を造立する際に写経されたものと考えられる。

### 台風被害
昭和28年（1953年）の台風13号で寺背後の山が崩れ、観音堂や庫裏が流出した。住職夫婦は亡くなったが、本尊は被害の直後、土砂の下から地元住民らによって発掘された。住民の多くが台風の被害に遭い、自宅に損害を受けた者も少なくなかったが、住民は本尊の救出を優先し、これが像の損傷を最低限に食い止めた大きな要因となった。迅速な発掘作業の結果、散逸した脇手などもほぼ全て回収され、像容も著しいダメージを受けることなく修復が可能となった。

## 交通アクセス
- JR小浜線若狭本郷駅から車で15分
- 舞鶴若狭自動車道：大飯高浜ICから約4km
- 若狭西部広域農道多田から約4km

## 近隣情報
- 大島半島 - 6体の重要文化財が点在する。
- 佐分利川
- 太良荘